# Benigno Aspuru
Benigno Aspuru Zarandona, né le 21 septembre 1930 à Larrabetzu et mort le 2 janvier 2014 à Bilbao (Biscaye),, est un coureur cycliste espagnol. Il a notamment remporté une étape du Tour d'Espagne en 1956. 

## Palmarès
- 1956
  - 16e étape du Tour d'Espagne
  - Pentecostes Proba[3]
- 1957
  - Circuito Montañés :
    - Classement général
    - 2e étape
- 1958
  - 2e de la Subida a Arrate
  - 2e de la Pentecostes Proba
  - 10e du Tour d'Espagne
- 1959
  - 4e étape du Gran Premio de la Bicicleta Eibarresa
  - 3e du championnat d'Espagne des régions
- 1960
  - Classement général du Gran Premio de la Bicicleta Eibarresa
  - 3e du championnat d'Espagne de la montagne
  - 8e du Tour d'Espagne
- 1961
  - 1rea étape du Tour du Levant (contre-la-montre par équipes)

## Résultats sur les grands tours

### Tour d'Espagne
6 participations
- 1956 : 39e, vainqueur de la 16e étape
- 1957 : 23e
- 1958 : 10e
- 1959 : 27e
- 1960 : 8e
- 1961 : 50e

### Tour de France
1 participation
- 1957 : abandon (12e étape)